# Тягар пристрастей людських
«Тягар пристрастей людських» (англ. Of Human Bondage)— роман англійського письменника Вільяма Сомерсета Моема; виданий 1915 року. Цей твір автора вважають автобіографічним, хоча сам Моем зазначав: «це роман, не автобіографія, хоча в ньому багато автобіографічного та ще більше в ньому чистої вигадки». Моем спочатку хотів назвати свій роман «Краса із попелу» але зупинив свій вибір на назві, відповідно до назви розділу твору Етика Бенедикта Спінози.

## Сюжет
Історія Філіпа Кері, невтомного шукача сенсу життя. Усе почалося ще зі шкільних років, а потім — навчання в Німеччині, Лондоні, Парижі, мрія стати художником, химерне сплетіння слів богемного поета Кроншоу… Довгі розмови про вічне стають ковтком живої води, даючи йому сили не припиняти пошуків себе та істини. Та що, як відповіді на запитання вже давно були відомі самому Філіпові? Доля чоловіка перевертається догори дриґом, він відкриває світ людських пристрастей. Проте цей вир згубних бажань і душевних мук стає неабияким тягарем…

## Видання українською
Сомерсет Моем. Тягар пристрастей людських / пер. з анг. Є.М. Даскал. — Х. : Клуб сімейного дозвілля, 2018. — 752 с. — ISBN 978-617-12-4783-3.

## Екранізації
- Тягар пристрастей людських (1934) – в головних ролях Леслі Говард в ролі Філіпа та Бетті Девіс в ролі Мілдрел[3][4]
- Тягар пристрастей людських (1946) – в головних ролях  Пол Генрейд та Елеонора Паркер.[5]
- Тягар пристрастей людських (1964) – в головних ролях Лоренс Гарві та Кім Новак.